# Ла-Платт (Небраска)
Ла-Платт (англ. La Platte) — переписна місцевість (CDP) в США, в окрузі Сарпі штату Небраска. Населення — 50 осіб (2020).

## Географія
Ла-Платт розташована за координатами 41°4′20″ пн. ш. 95°55′36″ зх. д. / 41.07222° пн. ш. 95.92667° зх. д. (41.072182, -95.926641).  За даними Бюро перепису населення США в 2010 році переписна місцевість мала площу 0,80 км², з яких 0,74 км² — суходіл та 0,05 км² — водойми.

## Демографія
Згідно з переписом 2010 року, у переписній місцевості мешкало 114 осіб у 51 домогосподарстві у складі 24 родин. Густота населення становила 143 особи/км².  Було 54 помешкання (68/км²).
Расовий склад населення:
| - 91,2 % — білих - 4,4 % — корінних американців - 3,5 % — осіб інших рас |

До двох чи більше рас належало 0,9 %. Частка іспаномовних становила 6,1 % від усіх жителів.
За віковим діапазоном населення розподілялося таким чином: 22,8 % — особи молодші 18 років, 71,9 % — особи у віці 18—64 років, 5,3 % — особи у віці 65 років та старші. Медіана віку мешканця становила 35,3 року. На 100 осіб жіночої статі у переписній місцевості припадало 119,2 чоловіків;  на 100 жінок у віці від 18 років та старших — 104,7 чоловіків також старших 18 років.
Цивільне працевлаштоване населення становило 74 особи. Основні галузі зайнятості: виробництво — 58,1 %, будівництво — 31,1 %, роздрібна торгівля — 10,8 %.